# Igor Bour
Igor Bour, geborener Lazari, (* 18. Dezember 1984) ist ein ehemaliger moldauischer Gewichtheber.

## Karriere
Bour wurde 2004 wegen Dopings für zwei Jahre gesperrt und nahm 2005 den Namen Bour an. Nach seiner Sperre wurde er Sechster bei den Weltmeisterschaften 2006 in der Klasse bis 56 kg und auch bei den Weltmeisterschaften 2007 erreichte er den sechsten Platz. Bei den Europameisterschaften 2007 gewann er die Goldmedaille. Auch bei den Europameisterschaften im Gewichtheben 2008 wurde er Erster. Nach einem positiven Test auf Metandienon bekam er den Titel jedoch aberkannt und wurde für vier Jahre gesperrt. Aufgrund seines Namenwechsels war nicht aufgefallen, dass bereits sein zweiter Dopingverstoß vorlag. 2012 gewann Bour bei den Weltuniversitätsmeisterschaften die Goldmedaille. Bei den Europameisterschaften 2013 wurde Bour Zweiter in der Klasse bis 62 kg. Nachdem allerdings auffiel, dass er bereits zweimal wegen Dopings gesperrt war, wurde er rückwirkend ab 2008 lebenslang gesperrt und alle Ergebnisse gestrichen.